# Manteca (composition)
Pour les articles homonymes, voir Manteca.
Clip vidéo
[vidéo] « Dizzy Gillespie - Manteca (Live) », sur YouTube
(en) [vidéo] « Dizzy Gillespie's Dream Band - Manteca - Concert du Lincoln Center de New York (1982) », sur YouTube
Manteca  (marijuana, en argot afro-cubain) est un standard de jazz composé par Dizzy Gillespie, Chano Pozo, et arrangé par Gil Fuller (en). Dizzy Gillespie l'enregistre en single en 1947, avec son big band jazz, chez RCA Records de New York,. Ce grand succès fondateur du jazz afro-cubain est considéré comme une révolution musicale de l'époque, et un des premiers et plus importants succès de Dizzy Gillespie.

## Historique

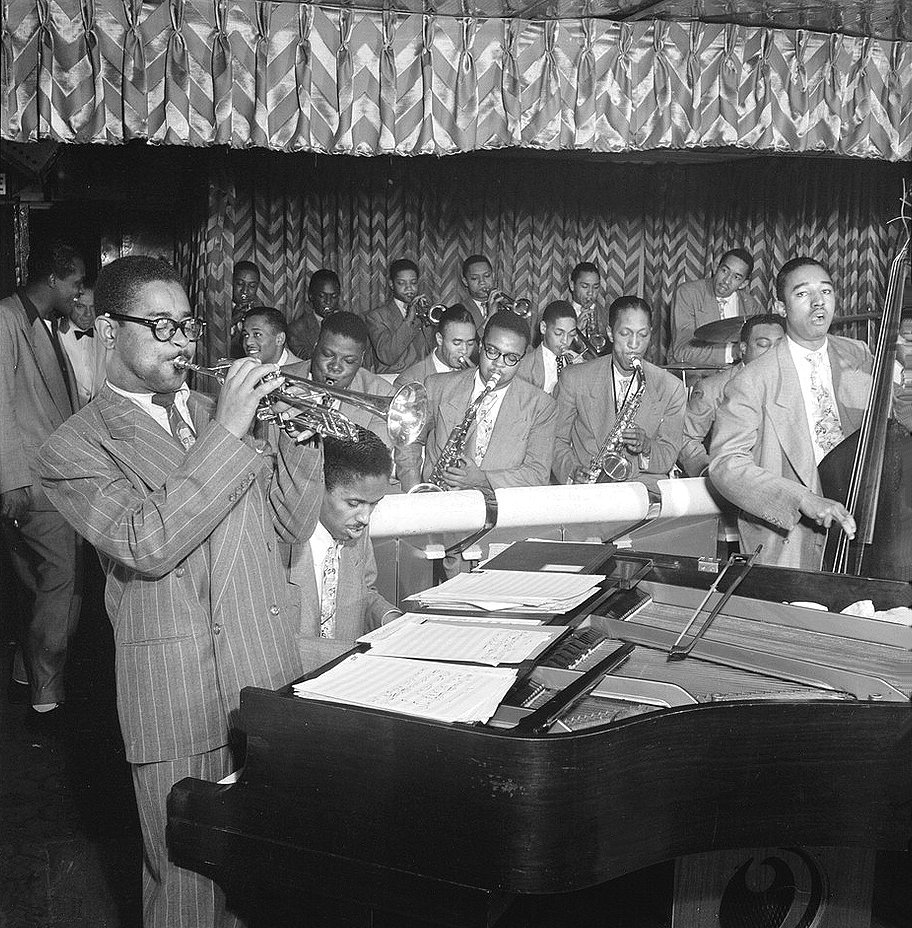
Dizzy Gillespie avec son big band jazz et Miles Davis, vers 1946.

Alors qu'ils jouent de la trompette au début de leurs carrières, vers 1939, dans le big band jazz de Cab Calloway, Mario Bauzá de La Havane à Cuba (considéré comme un des pères du latin jazz des années 1940, fusion de bebop et de musique cubaine) initie son partenaire Dizzy Gillespie (considéré comme un des fondateurs de bebop) à la musique cubaine. 
En pleine ère américaine du swing et des big bands, Gillespie fonde son premier big band jazz sextet en 1946, avec entre autres Thelonious Monk, John Coltrane, et Milt Jackson... Mario Bauzá lui présente alors en 1947 le célèbre percussionniste cubain de La Havane Chano Pozo (considéré par la critique comme « batteur frénétique ») pour travailler des arrangements de style cubain de son jazz band. 

Ouverture de Manteca

Alors que le groupe est en tournée en Californie, Pozo présente à Gillespie les bases de cette composition frénétique, mélange inspiré de jazz, bebop, swing, guajeo (en) cubain, mambo, salsa, merengue, et cha-cha-cha... Manteca est présenté avec succès au public lors du concert du grand orchestre big band jazz de Dizzy Gillespie au Carnegie Hall de Manhattan à New York du 29 septembre 1947, puis enregistré entre le 22 décembre 1947 et le début de 1948 chez RCA Records, puis inclus dans leur tournée au printemps 1948 (Pozo est abattu deux mois plus tard par balle dans un bar de Harlem lors d'une affaire de trafic de marijuana). 

## Reprise
Ce standard de jazz est réenregistré de nombreuses fois par Dizzy Gillespie, et repris depuis par de nombreuses stars de l'histoire du jazz, dont Charlie Parker, Oscar Peterson, Ella Fitzgerald, et Quincy Jones...